# سیارک ۱۱۷۹۸
سیارک ۱۱۷۹۸ (به انگلیسی: 11798 Davidsson، نامگذاری:1980FH5) یازده هزار و هفتصد و نود و هشتمین سیارک کشف شده‌است که در ۱۶ مارس ۱۹۸۰ کشف شد.
قدر مطلق سیارک برابر ۳۰٫۹ است.